# Compianto sul Cristo morto (Bramantino)
Il Compianto sul Cristo morto è un dipinto a olio su tela (214x104 cm) di Bramantino, databile al 1515-1520 circa e conservato nella Pinacoteca del Castello Sforzesco a Milano.

## Storia
L'opera fu acquistata nel 1985 dalla famiglia Werner. La pala, databile al secondo decennio del Cinquecento, proviene dalla chiesa di San Barnaba a Milano. In una collezione privata se ne conosce una copia forse autografa.

## Descrizione e stile
In primo piano il compianto è organizzato attorno al corpo morto di Cristo disteso sul sudario. Misuratissima è l'espressione di dolore, qui messa in secondo piano dalla ricerca stereometrica. La semplificazione delle forme e dei volumi coinvolge sia i personaggi, sia le architetture di sfondo, in questo caso i resti del colonnato di un tempio e un edificio a pianta centrale. Bramantino apprezzò il modo di rappresentare prospettico durante un viaggio a Roma e tramite l'influenza di artisti come Mantegna.
La cromia rarefatta permette all'autore di concentrarsi su complessi effetti luminosi, studiando una molteplicità di fonti di illuminazione, sull'esempio di Leonardo da Vinci che in quegli anni lavorava al Cenacolo. Effetti analoghi, che lasciano in ombra alcuni personaggi per farne risaltare altri, si riscontrano anche in opere come la Madonna del palazzo della Ragione (Pinacoteca di Brera) e la Sacra conversazione della collezione Contini Bonacossi.